# Александрово острво
За канадско арктичко острво погледај Александрово острво, Нунавут.
Александрово острво (познато и под називима Острво Александра I, Земља Александра I, Александрова Земља, Земља Александра Првог и Isla Alejandro I) велико је острво површине 43.250 km² које лежи у Белингушком мору, западно од Антарктичког полуострва, од кога га дели залив Маргарита и Канал Џорџа VI.. Александрово острво лежи поред обале Антарктика и повезано је са њим леденим заливом. Александрово острво се налази на координатама 71° 00′ S 70° 00′ W / 71.000° Ј; 70.000° З. Острво је око 400 километара дугачко у правцу север-југ, око 80 километара широко на северу и око 250 километара на југу. Особености острва укључују и Планине Софијског универзитета
Острво је 28. јануара 1821. открила руска експедиција под Фабијаном Готлибом фон Белингсхаусеном, који му је име дао по цару Александру I Романовим, али се веровало да је то део Антарктичког полуострва све до 1940. Његову острвску природу санкама је доказао Фин Рон из Антарктичке службе САД децембра 1940. Током педесетих година 20. века на острву је направљена британска база администрирана као део Британске Антарктичке Територије.
Острво се данас користи као метеоролошки центар и база за допуну горива. Над острвом територијална права полажу Уједињено Краљевство, Чиле и Аргентина, иако је оно у оквиру Система антарктичке повеље.

## Историја
Александрово острво је открила руска експедиција под вођством Фабијана Готлиба фон Белингшаузена 28. јануара 1821. године, који га је назвао Земља Александра I по владајућем цару Русије Александру Првом.
Оно што је, заправо, острво, веровало се да је део антарктичког копна све до 1940. Његова острвска природа је доказана у децембру 1940. од стране двочлане екипе на саоницама, коју су чинили Фин Рон и Карл Еклунд из Антарктичке службе Сједињених Држава. Током 1950-их, изграђена је британска база којом се управља као део Британске антарктичке територије која је формирана као Фосил Блаф (База КГ).
Уједињено Краљевство је 1908. године положило право на ово острво као део Британске антарктичке територије. Територијалне претензије су такође поставили Чиле (1940.) и Аргентина (1942. године). Тренутно, према Уговору о Антарктику, ниједно право није званично признато. Острво садржи британски метеоролошки центар Фосил Блаф и базу за допуну горива.

## Географија
Површина Александровог острва је претежно покривена ледом. Постоје неки изложени нунатаци и неколико подручја без леда значајне величине, укључујући масив Аблејшон Појнт. Нунатаци су врхови планинских ланаца и брда у правцу север-југ. Они укључују Колбер, Хавр, Лас, Руан, Софијски универзитет и планине Волтон, Стакато врхове, Лули подножје, подножје Финландије, висоравни Елгар и Дагласов ланац. Ове планине, врхови, брда и висоравни окружени су трајним леденим покривачем, који се састоји од глечера који отичу са Александровог острва. Ови глечери се теку на запад у Бахове и Вилкинсове ледене прагове и Белиншаузеново море, и на исток у ледену полицу Џорџа VI. Ледени праг Џорџа VI се напаја из оба излаза глечера са ледене капе на Палмеровој земљи и Александровом острву.
Још једна значајна карактеристика Александровог острва је језеро Хоџсон. Хоџсоново језеро је некадашње субглацијално језеро које је настало испод леденог покривача који га је прекривао. Језеро Хоџсон је димензија 2 km (1,2 mi) и 1,5 km (0,93 mi) и има водени стуб дубине од 93,4 m (306 ft) који лежи затворен испод 3,6 до 4,0 m дебелог вишегодишњег језерског леда.
Северна страна језера Хоџсон је ограничена глечером Сатурн, који се улива на исток у залив Џорџа VI, док је јужна страна Хоџсоновог језера ограничена северним лицем Цитаделног гастиона. Током последњег глацијалног максимума, језеро Хоџсон је било прекривено леденим покривачем дебљине најмање 470 m (1.540 ft).
Овај ледени покривач почео је да се тањи пре око 13.500 година. Његово повлачење је оставило Хоџсоново језеро прекривено вишегодишњим ледом пре 11.000 година. Ово језеро је од тог времена прекривено вишегодишњим ледом.
Остале карактеристике на острву укључују Дамоклову тачку и планину Тирел.

### Брамсов увала
Брамсов залив (71° 28′ S 73° 41′ W / 71.467° Ј; 73.683° З) је залив испуњен ледом, дуг 25 nmi (46 km) и широк 6 nmi (11 km), који је смештен на северној страни полуострва Бетовен на Александровом острву између полуострва #Харисово полуострво и полуострво Дерочер, док се рт Маза тачка налази непосредно североисточно од увале, а планина Григ лежи одмах југоисточно од подножја залива Брамс. Посматрано је из ваздуха и први пут мапирано од стране Ронске антарктичке истраживачке експедиције (RARE), 1947–48, а поново је мапирано са RARE ваздушних фотографија од стране Дерека Ј.Х. Серла у оквиру истраживања зависности Фокландских острва 1960. Именован је од стране УК Антарктичког комитета за називе места по Јоханесу Брамсу, немачком композитору.

### Харисово полуострво
Харисово полуострво (71° 31′ S 74° 6′ W / 71.517° Ј; 74.100° З) је широко снегом покривено полуострво надвишено планином Ли, између залива Верди и залива Брамс на северној страни Бетовеновог полуострва, које се налази у југозападном делу Александровог острва на Антарктику. То је једно од осам полуострва Александровог острва. Фотографисао га је из ваздуха RARE, 1947–48, а мапирао га је на основу ових фотографија Д. Серл из истраживања зависности Фокландских острва, 1960. Именовао га је Саветодавни комитет за антарктичка имена по команданту Мајклу Џ. Харису, САД Морнарица, командира ескадриле VXE-6, од маја 1982. до маја 1983. године.

### Лјадов глечер
Лјадов глечер (71° 32′ 00″ S 73° 45′ 00″ W / 71.53333° Ј; 73.75000° З) тече у правцу исток-североисток од Харисовог полуострва, на острву Александар, у Брамсов залив. Академија наука СССР-а га је назвала 1987. по Анатолију Лјадову (1855–1914), руском композитору.

## Геологија
Према Холу, „геологија Александровог острва може се приписати углавном процесима повезаним са субдукцијом прото-пацифичке океанске коре дуж западне ивице Антарктичког полуострва, од најновијег тријаса до касно терцијарних времена.” Комплекс акреционих призми групе Лемај, заједно са плутонским и вулканским стенама, преовлађују дуж западног дела острва. Лемај група се састоји од променљиво деформисаних и метаморфних седиментних и магматских стена. Иако доминирају деформисане аркозне седиментне стене, то укључује турбидитне грауваке, црне аргилите, и конгломерате. Седиментни слој дебљине 4 kilometers (2,5 miles) од горње јуре до доње креде фосилне Блаф групе седиментних стена излази као 250 kilometers (160 miles) дугачак и 30 kilometers (19 miles) широк појас дуж источне обале. Ова fосилна група састоји се од базалног дубоко-морског склопа дебљине 2.200 meters (7.200 feet), прекривеног склопом аргилитног камена дебљине до 950 meters (3.120 feet), након чега следи плитко-морски склоп пешчаника који се грубо уздиже. Алкални базалти су еруптирали након престанка субдукције. Они се крећу у распону старости од тефрита на планини Пинафоре (5,5–7,6 Ма), до базанита на острву Ротсчилд (5,5 Ма) и Хорнпајп Хајтс (2,5 Ма), до алкалних и оливинских базалта на Бетовеновом полуострву (<1-2,5 Ма).